# Edison City
Edison City è un film del 2005 diretto da David J. Burke.

## Trama
Nella immaginaria metropoli di Edison City due agenti della Polizia irrompono in un covo dove dormono tre spacciatori, ne giustiziano sommariamente uno e fanno in modo che la colpa ricada su uno degli altri due. Ma durante il processo a carico di costui, il giovane cronista Joshua Pollack nota qualcosa di sospetto e decide di indagare. Deve vincere innanzitutto la contrarietà del suo capo, un tempo famoso reporter ma ormai privo di entusiasmo, che lo licenzia quando lui si ostina a voler proseguire la ricerca.
Ben presto l'attività del giovane giornalista entra in conflitto con una Squadra Speciale (denominata F.R.A.T.) che, all'interno della Polizia, sembra avere pieni poteri e potenti coperture perché negli anni è riuscita, sia pure con metodi violenti, ad eliminare la delinquenza dalle strade della città. Quando le domande del cronista arrivano troppo vicino ai segreti che si nascondono dietro l'attività della Squadra, lui e la sua fidanzata sono selvaggiamente aggrediti, al punto che la ragazza viene ridotta in fin di vita. Un altro possibile accusatore viene eliminato in carcere.
Pollack ed il suo capo, che intanto si è convinto ad appoggiare il giovane, trovano l'appoggio di Wallace, un dirigente della Polizia che non approva i metodi violenti della Squadra Speciale. Dopo essere riuscito a sfuggire ad un secondo tentativo di eliminarlo, il giornalista arriva infine a capire che il comportamento violento della Polizia serve a finanziare una losca manovra politica che mira a spadroneggiare nella città.
Uno dei componenti della Squadra, di fronte alle violenze ed agli omicidi dei suoi colleghi, decide di dissociarsi da tali comportamenti e viene anche lui braccato dagli altri poliziotti. In una violenta sparatoria finale, riuscirà a salvare se stesso, il giovane giornalista ed a fare in modo che emerga la verità sul malaffare e sui suoi insospettabili protettori.

## Altre notizie
È la prima opera da regista di David J. Burke, che in precedenza è stato tra gli sceneggiatori della nota serie televisiva "Law & Order". La città di Edison City non esiste, le immagini che ritraggono una metropoli vista come sfondo si riferiscono a Vancouver. Il film ha usufruito di un budget di 37 milioni di dollari. La prima della pellicola è stata proiettata nel corso della edizione 2005 del Toronto Film Festival.
Da segnalare la commistione della pellicola con il mondo musicale: la colonna sonora è infatti affidata ai noti Machine Head, mentre tra gli attori sono presenti il cantante Justin Timberlake e l'affermato rapper LL Cool J.

## Critica
L'opera ha ricevuto accoglienze abbastanza fredde. Secondo Scott Foundas, Capo della Critica cinematografica del magazine specializzato "Variety", "il film è una parata di cliché... Burke tenta una critica graffiante ai meccanismi del potere nell'era "post enron", ma ahimè non sembra che abbia molto da dire sull'argomento".
Ancora meno positive le opinioni dei critici italiani. "Il ricco cast fa ben sperare, ma il film delude progressivamente e finisce nel più demente dei bang-bang. Confezionato su misura per lanciare in grande due cantanti, Justin Timberlake e il rapper LL Cool J, un episodio da dimenticare". Secondo "Il Giornale" "il concitato pastrocchio è infarcito di dialoghi involontariamente comici, una musica martellante e un'agghiacciante violenza. Nel processo sommario alla polizia corrotta s'infila anche l'imparruccato Kevin Spacey. Se il personaggio non riesce a distinguere il bene dal male, l'attore ormai confonde i film decenti con le boiate". Anche per Maurizio Porro il film non si salva: "Padrini e padroni, sogni e incubi, ostaggi e agguati, dialogo che, dopo un avvio sostenuto, sceglie il ridicolo: da quando il cattivo butta lì uno «sturm und drang» si capisce che non ha scampo..."